# Strajk dziki

Symbol dzikiego strajku – najeżony czarny żbik

Strajk dziki – forma protestu pracowniczego cechująca się spontanicznością i bezpośredniością działań. Najczęściej nielegalna i pacyfikowana przy użyciu służb porządku publicznego.
Symbolem dzikiego strajku jest najeżony czarny żbik wpisany w okrąg (również jeden z symboli anarchosyndykalizmu). Jest to odniesienie do angielskiego określenia dzikiego strajku, czyli wildcat strike (dosłownie „uderzenie żbika”).